# Slievemaan
Slievemaan (en irlandais : Sliabh Meáin, littéralement « montagne du milieu ») est le sixième plus haut sommet des montagnes de Wicklow, avec 759 mètres d'altitude, en Irlande.